# إنشالله استفدت
إنشالله استفدت هو فيلم درامي تم إنتاجه دوليًا عام 2016 من إخراج محمود المساد. تم اختياره ليتم عرضه في قسم الاكتشاف في مهرجان تورنتو السينمائي الدولي 2016.

## وصلات خارجية
- إنشالله استفدت على موقع IMDb (الإنجليزية)
- إنشالله استفدت على موقع قاعدة بيانات الأفلام العربية
- إنشالله استفدت على موقع فيلمافينيتي (الإسبانية)
- إنشالله استفدت على موقع قاعدة بيانات الفيلم (الإنجليزية)
- إنشالله استفدت على موقع ليتربوكسد (الإنجليزية)
- إنشالله استفدت على موقع كينوبويسك (الروسية)